# Pyrostria alaotrensis
Pyrostria alaotrensis är en måreväxtart som beskrevs av Jean Arènes och Alberto Judice Leote Cavaco. Pyrostria alaotrensis ingår i släktet Pyrostria och familjen måreväxter.
Artens utbredningsområde är Madagaskar. Inga underarter finns listade i Catalogue of Life.